# La mafia uccide solo d'estate
La mafia uccide solo d'estate és una sèrie de televisió italiana dirigida per Luca Ribuoli, extreta de la pel·lícula homònima i escrita per Pierfrancesco Diliberto, que, a més de ser un dels creadors del projecte, és l'autor del tema i del guió, així com del narrador exterior. La sèrie va ser produïda i emesa per RAI per primera vegada el 21 de novembre de 2016.
La primera temporada es va emetre del 21 de novembre al 20 de desembre de 2016 a Rai 1, amb excel·lents resultats en termes de qualificacions (de mitjana gairebé 5 milions de telespectadors per episodi). La segona temporada, anomenada La mafia uccide solo d'estate- Capítol 2, va ser rodada entre Roma i Palerm de juliol a novembre de 2017 i es va emetre per primera vegada a Rai 1 a la nit del dijous, 26 d'abril de 2018.

## Trama
Durant tota la sèrie, Pif (Piefrancesco Diliberto), narra en veu alta els esdeveniments com si fos el petit protagonista, Salvatore Giammarresi, com a adult.
La trama explica la història de la vida de la família Giammarresi, composta per un matrimoni (Lorenzo Giammarresi i Pia Melfi in Giammarresi) amb una filla adolescent (Angela Giammarresi) i un nen petit (Salvatore Giammarresi), que viuen en el Palerm de finals dels anys setanta, època que es caracteritza pels atemptats que la Màfia va realitzar contra polítics, jutges i forces de l'ordre.
Les històries familiars, ja siguin grupals o individuals, que es van explicant en els episodis, es barregen amb els successos i personatges reals, on la Màfia és un element clau en tots els aspectes de la vida d'aquesta família a la ciutat de Palerm.

## Episodis
| Número | Títol                             | Any  |
| ------ | --------------------------------- | ---- |
| 1      | La mafia non esiste               | 2016 |
| 2      | Fideiussioni e minchiate varie    | 2016 |
| 3      | Uomini del Colorado               | 2016 |
| 4      | Tore                              | 2016 |
| 5      | Anche i mafiosi vanno in Paradiso | 2016 |
| 6      | Liggio +2                         | 2016 |
| 7      | Un cornuto e mezzo                | 2016 |
| 8      | Milianciane ammuttunate           | 2016 |
| 9      | Picciuli e piruocchi              | 2016 |
| 10     | Difendere la democrazia           | 2016 |
| 11     | Gente di parola                   | 2016 |
| 12     | Piccoli eroi                      | 2016 |

1. [1]La mafia non esiste (la màfia no existeix): Salvatore és un nen de deu anys. Quan una nena que es diu Alice arriba a la seva classe, s'enamora d'ella. A Palerm es diu que és possible morir d'amor per una dona, i és per això que Salvatore creu que si li demana a Alice que sigui la seva xicota es morirà.
2. Fideiussioni e minchiate varie (Garanties i diverses tonteries): Lorenzo decideix que és hora de canviar de casa i comença a buscar una nova llar, però no tarda a trobar-se amb la màfia de la construcció. Fofò comença a sortir amb Alice i segueix viu, així que Salvatore intenta robar-li l'Alice.
3. Uomini del Colorado (Homes de Colorado): Mario Francese va a l'escola de Salvatore per parlar de la seva feina. El periodista proposa que els nens facin una investigació sobre un tema que els agradi i Salvatore escull l'escassetat d'aigua a Palerm.
4. Tore (Tore): El tiet Massimo té una idea: vendre les seves terres de Rocca Busambra. La família viatja a Ficuzza per intentar convèncer a l'avi que les vengui. Però la veritat és que aquestes propietats amaguen un terrible secret sobre el seu passat i el de Sicília.
5. Anche i mafiosi vanno in Paradiso (Els mafiosos també van al Cel): Salvatore té un diari secret on escriu tots els seus dubtes i preguntes. Lorenzo i Pia se'n adonen i decideixen que el nen vagi a un psicoanalista. A més a més, Lorenzo té els seus propis problemes, ja que el seu cap ha mort.
6. Liggio +2 (Liggio +2): Després de deixar-ho amb Rosario, Angela creu que ha trobat l'amor de la seva vida, Alfonso Puccio. Lorenzo s'adona que el pare d'Alfonso no és un simple venedor de cotxes, sinó que és un líder de la màfia.
7. Un cornuto e mezzo (Un cornut i mig): Pia intenta esbrinar per què no li ofereixen un contracte permanent. Gràcies a Ayala, un company que porta enamorat d'ella molt de temps, descobreix que el procés de selecció està arreglat.
8. Milianciane ammuttunate (Milianciane inestable): Massimo acaba a la presó després de demanar-li un favor a una persona que estava sent investigada. Allà es fa amic amb un dels caps més temuts i respectats de Palerm, Tommaso Buscetta, vell conegut de Pia.
9. Picciuli e piruocchi (Picciuli i piruocchi): Palerm espera impacient el partit que podria canviar la sort de la ciutat: Palerm - Juventus. Lorenzo se sent segur sobre el futur de la seva família, principalment perquè gràcies al pare d'Alice els tràmits de la seva hipoteca s'han agilitzat.
10. Difendere la democrazia (Defensar la democràcia): Mentre la relació de Pia es torna més tensa pels gels i les sospites que és infidel. Lorenzo accepta per primera vegada la idea de posar-se en una situació compromesa per aconseguir una casa nova.
11. Gente di parola (Gent de paraula): La família Giammarresi es trasllada finalment a la seva esperada nova casa, però Lorenzo no pot evitar pensar en tot el que ha hagut de fer per aconseguir-ho.
12. Piccoli eroi (Petit heroi): Lorenzo ha de lidiar amb el terrible secret de Salvatore. Patrizia està convençuda que Massimo li està sent infidel, però en realitat està guardant un secret encara més dolorós.

| Número | Títol                                | Any  |
| ------ | ------------------------------------ | ---- |
| 1      | L'apostolo rosa                      | 2018 |
| 2      | Pezzo di fango e cornuto             | 2018 |
| 3      | Santuzze e pitonesse                 | 2018 |
| 4      | Finché c'è disperazione c'è speranza | 2018 |
| 5      | Rime baciate                         | 2018 |
| 6      | Carbone per il Presidente            | 2018 |
| 7      | Bulli e pupe                         | 2018 |
| 8      | La mafia è un parallelepipedo        | 2018 |
| 9      | Un fatto di chimica                  | 2018 |
| 10     | La fortuna è lieve                   | 2018 |
| 11     | L'inno del carrubo                   | 2018 |
| 12     | Il posto dei civili                  | 2018 |

1. [2]L'apostolo rosa (L'apòstol rosa): Lorenzo té por de les represalies de la màfia i decideix demanar el trasllat al nord d'Itàlia, però a Pia li donen una plaça en una escola gràcies a Massimo. Aquesta notícia canvia els plans de la família, que decideix quedar-se a Palerm.
2. Pezzo di fango e cornuto (Tros de fang i banyes): Pia per fi comença a l'escola, però descobreix que és molt diferent de com esperava. Per la seva banda, Lorenzo vol presentar-se a les oposicions per entrar al govern regional. Salvatore descobreix que Alice ha tornat, però que no vol saber res més d'ell.
3. Santuzze e pitonesse: Angela descobreix que està embarassada. Mentrestant, Lorenzo es prepara per a les oposicions amb l'ajuda d'una dona que comença a obrir-se pas en els seus sentiments i que alarma a Pia: Marina Miccicchè.
4. Finché c'è disperazione c'è speranza (Hi ha esperança mentre hi hagi desesperació): Angela, turmentada per la por al futur, decideix avortar d'amagat. Massimo comença una relació perillosa amb Jolanda, i sucumbeix als seus encants.
5. Rime baciate (Rimes besades): Mentre Lorenzo comença a treballar en el govern regional, una tempesta s'aproxima damunt la família Giammarresi. Angela deixa a Marco i decideix explicar-li a la seva família que va avortar, primer a Pia i, després, a Lorenzo, que reacciona molt malament.
6. Carbone per il Presidente (Carbó per al president): S'apropa el Nadal, Lorenzo segueix sense voler perdonar a la seva filla i viu amb angoixa les amenaces de mort al govern de Mattarella per part de la Cosa Nostra.
7. Bulli e pupe (Ells i elles): Lorenzo troba papers sospitosos sobre una concessió pública i decideix llançar llum sobre el tema, amb l'ajut de Marina. Salvatore descobreix marionetes cremades en el negoci on treballa.
8. La mafia è un parallelepipedo (La màfia és un paral·lelepípede): Quan Salvatore descobreix que la màfia està extorsionant al senyor Pellerito, decideix denunciar-ho. El mateix fa Lorenzo que, amb l'ajut de Marina, fa que la premsa publiqui un expedient sobre les concessions.
9. Un fatto di chimica (Una qüestió de química): Massimo, per por que el detinguin, s'amaga a casa dels Giammarresi amb mil excuses. Lorenzo decideix passar uns dies amb Pia en un hotel a la vora del mar.
10. La fortuna è lieve (La sort és lleugera): A Palerm es prepara una operació antimàfia molt important que comportarà la detenció de peixos grans, inclòs el pare d'Alice. Una operació que farà de teló de fons a la tempesta que colpejarà les vides dels nostres personatges.
11. L'inno del carrubo (L'himne del garrofer): Lorenzo, disposat a canviar les coses, li demana a Massimo que tiri de contactes per aconseguir una feina en una oficina on pugui prendre decisions més importants. Massimo no sap si ajudar-lo o no. Rosario li declara el seu amor a Angela.
12. Il posto dei civili (El lloc dels civils): Rosario demana la mà d'Angela i Lorenzo li demana al fiscal Costa que oficiï la cerimònia. Mentrestant, Buscetta decideix traslladar-se a Brasil, Massimo en principi decideix marxar amb ell, però, a l'últim moment, canvia d'idea.

## Personatges
- Claudio Gioè com a Lorenzo Giammarresi
- Anna Foglietta com a Pia Melfi Giammarresi
- Nino Frassica com a Pare Giacinto
- Francesco Scianna com a Massimo Melfi
- Angela Curri com a Angela Giammarresi
- Edoardo Buscetta com a Salvatore Giammarresi
  - Pif com a Salvatore Giammaresi (narrador en veu en off, d'adult)
- Maurizio Bologna com a Vito Ciancimino
- Valentina D'Agostino com a Patrizia
- Nicola Rignanese com a Boris Giuliano
- Gaetano Bruno com a Antonio Ayala
- Carmelo Galati com a Cusumano
- Dario Aita com a Rosario
- Andrea Castellana com a Alice Guarneri
- Domenico Centamore com a Salvatore Riina
- Sergio Vespertino com a Tommaso Buscetta
- Claudia Gusmano com a Marina Micciché
- Natale Russo com a Gaetano Badalamenti
- Roberto Burgio com a Mario Francese
- Claudio Collovà com a Filadelfio Aparo
- Ottavio Amato com a Salvo Lima
- Enrico Gippetto com a Fofò
- Alessandro Piavani com a Marco
- Pierangelo Gullo com a Sebastiano
- Francesca Giordano com a Santina
- Aurora Quattrocchi com a àvia Ninetta Melfi
- Adriano Chiaramida com a avi Salvatore Melfi
- Mimmo Mignemi com a Musumeci
- Ilenia D'Avenia com a professora
- Maurizio Marchetti com a Nino Salvo
- Orio Scaduto com a Ignazio Salvo
- Dajana Roncione com a Jolanda Rubino
- Mario Patanè com a Pellerito
- Pierluigi Misasi com a Gaetano Costa
- Antonio Puccia com a Piersanti Mattarella
- Antonio Alveario com a Rocco Chinnici
- Vincent Riotta com a Michele Greco
- Claudio Castrogiovanni com a Stefano Bontate
- Rosario Lisma com a Carmelo Ianni
- Simona Malato com a mare de Giuseppe Letizia